# Pallavolo Pontecagnano Faiano
Maillots
Le Pallavolo Pontecagnano Faiano  est un club italien de volley-ball féminin fondé en 1983 et basé à Pontecagnano Faiano, dans la province de Salerne, en Campanie. Il évolue pour la saison 2013-2014 en Serie B1.

## Palmarès
- Coupe d'Italie A2
  - Finaliste : 2011.

## Effectifs

### Saison 2011-2012
Entraîneur : Gianpaolo Marino  Italie
| No  | Nom                 | Date de Naissance | Taille | Poids | Nationalité | Poste                     |
| --- | ------------------- | ----------------- | ------ | ----- | ----------- | ------------------------- |
| 1.  | Ylenia Vanni        | 3 septembre 1984  | 184    |       | Italie      | Centrale                  |
| 3.  | Adriana Kostadinova | 19 octobre 1982   | 188    |       | Italie      | Réceptionneuse-attaquante |
| 4.  | Giada Gorini        | 24 février 1988   | 181    |       | Italie      | Passeuse                  |
| 5.  | Giulia Fumagalli    | 5 décembre 1986   | 185    |       | Italie      | Centrale                  |
| 6.  | Ilaria Cacace       | 6 janvier 1986    | 171    |       | Italie      | Passeuse                  |
| 10. | Isabella Zilio      | 5 mars 1983       | 174    | 60    | Italie      | Libero                    |
| 11. | Giuseppina Astarita | 18 avril 1988     | 183    |       | Italie      | Réceptionneuse-attaquante |
| 12. | Luciana Lauro       | 28 février 1989   | 183    |       | Italie      | Réceptionneuse-attaquante |
| 13. | Antonella Micca     | 31 juillet 1982   | 168    |       | Italie      | Libero                    |
| 14. | Petya Tsekova       | 13 octobre 1986   | 190    | 64    | Bulgarie    | Attaquante                |
| 15. | Milagros Collar     | 15 avril 1988     | 187    | 72    | Espagne     | Attaquante                |
| 18. | Michela Ricciardi   | 22 septembre 1991 | 178    |       | Italie      | Centrale                  |